# NN-292
La carretera NN‑292 es una vía departamental secundaria del departamento de Carazo, en el suroeste de Nicaragua. Tiene una longitud de 15.78 kilómetros y conecta la comunidad de San Antonio de Abajo, en el municipio de Diriamba, con El Horcal. Esta vía fue inaugurada en 2024 como parte de los esfuerzos de mejoramiento vial rural en la zona sur del país.

## Trazado y cruces
La siguiente tabla muestra su recorrido, localidades y principales conexiones:
| km    | Localidad            | Departamento | Conexión / Ruta |
| ----- | -------------------- | ------------ | --------------- |
| 0.0   | San Antonio de Abajo | Carazo       |                 |
| 6.3   | Comunidad rural      | Carazo       |                 |
| 15.78 | El Horcal            | Carazo       |                 |

## Coordenadas
Un tramo de esta carretera puede localizarse aproximadamente en: 11°49′34″N 86°15′36″O / 11.8260, -86.2600